# Tranmere Rovers FC
Tranmere Rovers FC är en engelsk professionell fotbollsklubb i Birkenhead, grundad 1884. Hemmamatcherna spelas på Prenton Park. Smeknamnet är The Rovers. Klubben spelar sedan säsongen 2020/2021 i League Two.

## Historia

### De första åren
Klubben grundades 1884 under namnet Belmont FC genom en sammanslagning av Lyndhurst Wanderers och Belmont Cricket Club. Klubben spelade och vann sin första match mot Brunswick Rovers med 4–0 den 15 november 1884. Året efter bytte man namn till Tranmere Rovers FC.
Man började spela sina matcher på Steeles Field, men fick en plan på Ravenshaws Field av Tranmere Rugby Club innan man 1912 bytte till nuvarande Prenton Park.

Klubbens ligaplaceringar från och med 1921.

Under de första säsongerna spelade Tranmere i West Lancashire League, Lancashire Combination och The Combination. Den senare ligan vann man 1907/08 och den mellersta 1913/14. Säsongen 1919/20 gick man först med i Cheshire County League, men bytte sedan till Central League. Året efter var klubben med och grundade Third Division North i The Football League. Bert Cooke tränade Rovers då och han tränade dem i 23 år, vilket är klubbrekord.

### Dixie Dean
1924 gjorde en talangfull 16-åring debut i Rovers. Han hette William Ralph Dean, av fansen kallad "Dixie". Dixie Dean gjorde 27 mål på 30 matcher när han bara var 16 år och upplevde sin pojkdröm när han köptes av Everton. När Dean bara var 20 år gjorde han 60 mål i Englands högsta liga First Division, ett rekord som troligen aldrig kommer att bli slaget.

### 1930-talet
Bunny Bell gjorde otroliga 57 mål under säsongen 1933/34. I en match mot Oldham Athletic blev han historisk när han gjorde nio mål i 13–4-vinsten, i matchen missade han även en straff.
Tranmere hade två bra år i Welsh Cup då klubben kom tvåa 1934 och vann 1935. 1938 vann Tranmere sin första proffsserie när 56 poäng var tillräckligt för att vinna Third Division North. Säsongen efter, den sista före andra världskriget, kom man dock sist i Second Division med bara 17 poäng, varav bara en (1) erövrades på bortaplan.

### Efter kriget
Tranmere fortsatte i Third Division North till och med säsongen 1957/58, varefter man placerades i den återbildade Third Division. Den divisionen åkte man ur 1961 och ned till Fourth Division. Där blev klubben kvar i sex säsonger innan man flyttades upp till Third Division igen. 1975 åkte Tranmere ned till Fourth Division men gick genast upp igen året efter. Efter tre säsonger flyttades man ned till Fourth Division och det dröjde till 1989 innan man kom tillbaka till Third Division. Detta var inledningen på klubbens storhetstid.

### Klubbens storhetstid
Under säsongen 1989/90 vann Tranmere Associate Members' Cup, motsvarigheten till dagens EFL Trophy. I finalen på Wembley besegrades Bristol Rovers med 2–1. Nästföljande säsong var man i final igen, men förlorade mot Birmingham City med 2–3. Samma säsong vann klubben playoff till Second Division och var uppe i näst högsta divisionen för första gången sedan 1939.
Första säsongen i Second Division blev Tranmere "bara" 14:e, men andra säsongen (då divisionen bytt namn till First Division efter bildandet av FA Premier League) kom man fyra och fick delta i playoff till FA Premier League. Där åkte man dock ur i första omgången mot Swindon Town med totalt 4–5. Tredje säsongen kom man femma och gick till playoff igen, men åkte ut i första omgången igen, denna gång mot Leicester City med totalt 1–2. I Ligacupen gick klubben till semifinal, där det blev förlust mot Aston Villa efter straffar. Fjärde säsongen kom man femma igen och gick till playoff för tredje säsongen i rad. Historien upprepade sig dock och Tranmere åkte ur i första omgången mot Reading med totalt 1–3.
De följande säsongerna hamnade Tranmere kring mitten av tabellen. 1999/00 nådde man dock kvartsfinal i FA-cupen för första gången och även final i Ligacupen för första gången. I finalen på Wembley blev det förlust mot Leicester City med 1–2. Säsongen efter det kom man sist i First Division och åkte ned till Second Division, men man gick för andra säsongen i rad till kvartsfinal i FA-cupen. Man nådde kvartsfinal även tre säsonger senare, 2003/04.

### Nedåt i ligasystemet
Under de följande säsongerna spelade Tranmere vidare i tredjedivisionen, som då bytt namn till League One. 2014 degraderades klubben till League Two och där kom man sist redan första säsongen. Tranmere åkte därmed ur The Football League, där man spelat sedan 1921, och ned till National League. Under andra säsongen där förlorade man playoffinalen på Wembley mot Forest Green Rovers med 1–3, men säsongen efter det vann man den i stället, mot Boreham Wood med 2–1. Klubben var så tillbaka i English Football League, som The Football League bytt namn till, efter tre säsonger.

## Meriter

### Liga
- The Championship eller motsvarande (nivå 2): Fyra 1992/93 (högsta ligaplacering); playoffspel 1992/93, 1993/94, 1994/95
- League One eller motsvarande (nivå 3): Mästare 1937/38 (North)
- Lancashire Combination: Mästare 1913/14
- The Combination: Mästare 1907/08

### Cup
- FA-cupen: Kvartsfinal 1999/00, 2000/01, 2003/04
- Ligacupen: Final 1999/00
- EFL Trophy: Mästare 1989/90
- Welsh Cup: Mästare 1934/35

## Kända spelare

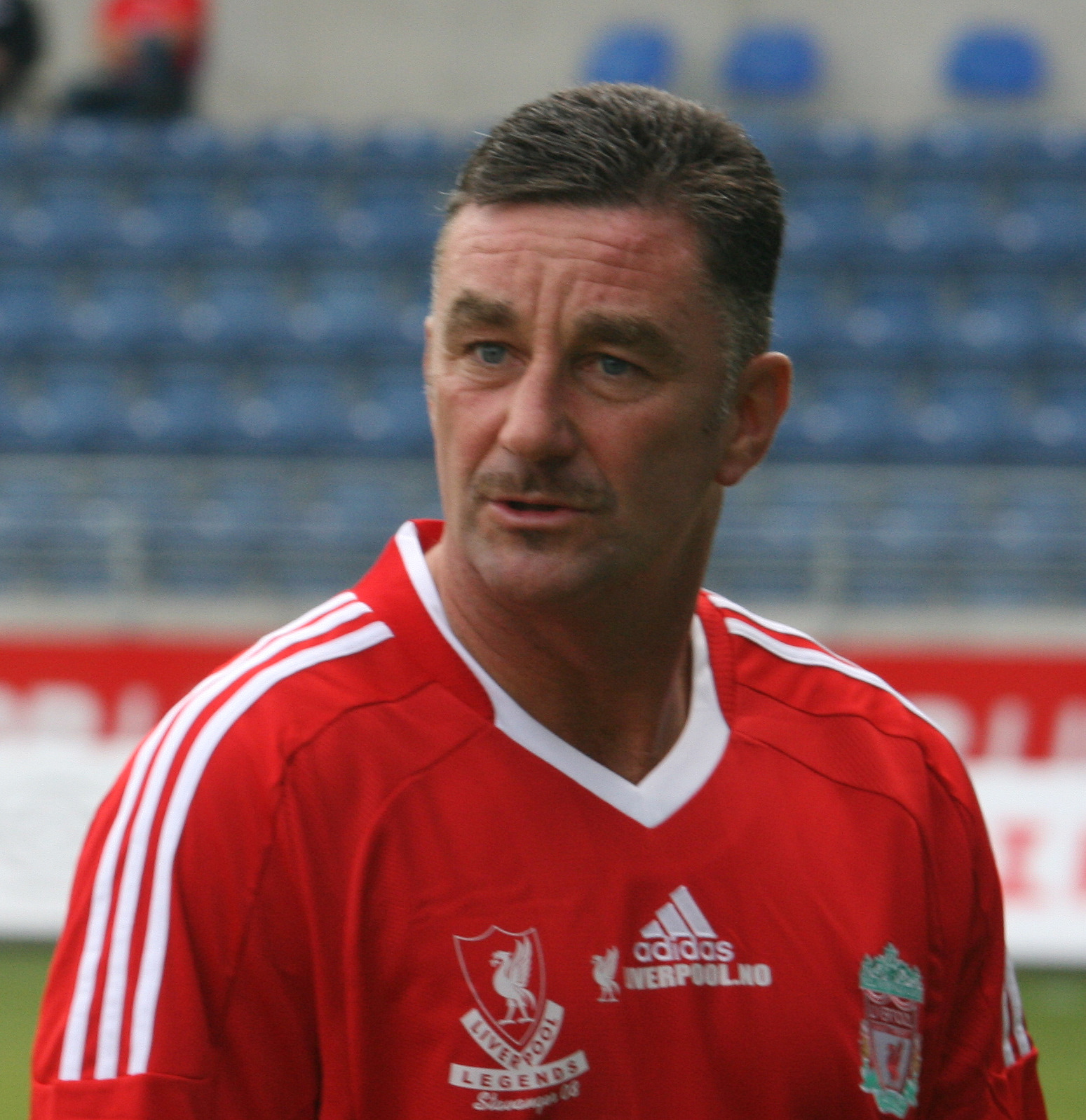
John Aldridge.

- Alan A'Court (1964–1966; engelsk landslagsman)
- John Aldridge (spelare 1991–1998 och tränare 1996–2001; irländsk landslagsman)
- Steve Coppell (1973–1975; engelsk landslagsman)
- Danny Coyne (1992–1999 och 2007–2009; walesisk landslagsman)
- Dixie Dean (1923–1925; bästa målskytt under en säsong i Englands högsta division genom tiderna och engelsk landslagsman)
- David Fairclough (1989–1990; "Supersub", spelade för Liverpool)
- Iain Hume (1999–2005 och 2015; kanadensisk landslagsman)
- Jason Koumas (1997–2002 och 2013–2015; walesisk landslagsman)
- Jason McAteer (2004–2007; irländsk landslagsman)
- Ian Muir (1985–1995; Tranmeres bästa målskytt genom tiderna)
- Pat Nevin (1992–1997; skotsk landslagsman)
- Paddy Sloan (1939–1946; irländsk landslagsman)
- Gary Stevens (1994–1998; engelsk landslagsman)
- Frank Worthington (spelande tränare 1985–1987; engelsk landslagsman och spelare i Mjällby)

### Webbkällor
- ”History” (på engelska). Tranmere Rovers FC. https://www.tranmererovers.co.uk/club/history. Läst 31 december 2018.